# Longirod
Longirod is een gemeente en plaats in het Zwitserse kanton Vaud en maakt sinds 2008 deel uit van het district Nyon. Voor 1 januari 2008 maakte de gemeente deel uit van het toen opgeheven district Aubonne.
Longirod telt 376 inwoners.